# Tristán de Luna y Arellano
Tristán de Luna y Arellano (Borobia, Spanyolország, 1519 – Mexikó, 1571) spanyol konkvisztádor.
Új-Spanyolországból (a spanyol gyarmatbirodalom közép- és észak-amerikai része) 1559-ben egy expedíció élén elindult Florida meghódítására. Még az év augusztusában megalapított egy tiszavirág életű kolóniát a mai Pensacola környékén, így ez lett az első európai település a mai Amerikai Egyesült Államok területén. 
Mexikói évei alatt de Luna Francisco Vásquez de Coronado szolgálatában állt, s az ő feladata volt az Oaxacában kitört indián lázadás leverése. Luis de Velasco, Új-Spanyolország alkirálya megbízta egy település létesítésével a Gulf-öböl mentén – mely terület ma az Egyesült Államokhoz tartozik –, valamint a Santa Elenába (a mai Dél-Karolina) vezető kereskedelmi útvonal megtisztításával, ahol másik helyőrséget kívántak létesíteni.
De Luna jól felszerelve, 13 hajóval és több mint 1500 katonával és telepesekkel, 6 lovas és 6 gyalogos kapitánnyal indult útnak, de alkalmatlan vezetőnek bizonyult, s az expedíció kudarcba fulladt.
A Pensacola-öbölben (akkori neve Ochuse) 1559 nyarán vetettek horgonyt, s táboroztak le.
De Luna megérkezése után Luis Dazát küldte vissza egy vitorláshajóval Vera Cruzba, hogy közölje a hírt sikeres megérkezéséről. Több felfedező expedíciót küldött a környék felderítésére, akik három hét után visszatérve azt a hírt hozták, hogy csak egyetlen indián települést találtak. Mielőtt a hajókról lerakodott volna, 1559. szeptember 19-én hurrikán pusztította el a legtöbb hajóját és teherszállítóját. Öt hajót, egy vitorlást, egy háromárbócos hajót s egy gyors kisvitorlást dobott partra a hurrikán.
A település komoly veszélybe került, s legtöbbjük elindult az  Alabama folyón Nanipacana (Nanipacna vagy Ninicapua) falu felé, de azt már korábban elhagyták a telepesek. Átkeresztelték a helyet Santa Cruz névre, s több hónapot töltöttek ott. Novemberben az alkirály két hajót küldött segítségükre, s tavaszra további támogatást ígért. A tavaszra ígért ellátmány azonban nem érkezett meg szeptember előtt. De Luna maradék embereit elindulásra kényszerítette a nagy, bennszülött Coca városa felé, de az emberek fellázadtak, s vérontás vette kezdetét. Amikor Ángel de Villafañe megérkezett a Pensacola-öbölbe, felajánlotta a telepeseknek, hogy elviszi őket Kubába és Santa Elenába. De Luna beleegyezett a távozásba, s ő maga visszatért Mexikóba, ahol 1571-ben meghalt.
A Pensacola-kolónia még több hónapig fennmaradt Biedma kapitány irányítása alatt. Miután elhajóztak, a terület lakatlan volt egészen 1698-ig, amikor a spanyolok megalapították Pensacola városát.

## Fordítás
- Ez a szócikk részben vagy egészben a Tristán de Luna y Arellano című angol Wikipédia-szócikk ezen változatának fordításán alapul.  Az eredeti cikk szerkesztőit annak laptörténete sorolja fel. Ez a jelzés csupán a megfogalmazás eredetét és a szerzői jogokat jelzi, nem szolgál a cikkben szereplő információk forrásmegjelöléseként.